# 주오다이가쿠·메이세이다이가쿠역
주오 대학·메이세이 대학 역(일본어: 中央大学・明星大学駅, ちゅうおうだいがく・めいせいだいがくえき 츄우오오다이가쿠메에세에다이가쿠에키[*])은 일본 도쿄도 하치오지시에 있는 철도역이다.

## 타는 곳
| 1 | ■ 다마 모노레일 선 | 다카하타후도・다치카와키타・다마가와조스이・가미키타다이 방면 |
| 2 | ■ 다마 모노레일 선 | 다마 센터 방면                                                |

## 역세권 정보
- 주오 대학 다마 캠퍼스
- 메이세이 대학 히노 캠퍼스
- 도쿄 도 지방도 156호선

## 역사
- 2000년 1월 10일: 영업 개시

## 인접역
| 다마 도시 모노레일              | 다마 도시 모노레일      | 다마 도시 모노레일                |
| ------------------------------- | ----------------------- | --------------------------------- |
| 다마 동물공원 가미키타다이 방면 | ■ 다마 도시 모노레일 선 | 오쓰카·데이쿄 대학 다마 센터 방면 |